# Amoret dansaire (Donatello)
L'amoret dansaire és una escultura en bronze atribuït a Donatello i conservat al Museu del Bargello de Florència. Té una mida de 37,80 cm d'altura i està datat entre els anys de 1423 i 1427, en un període en què l'artista va treballar a Siena.

## Història
La història de l'escultura ha estat reconstruïda per Francesco Caglioti (2003). Segons ell, el treball era part d'una prova, descartada, d'una sèrie de tres querubins per a la pica baptismal de Siena, com demostra la seva afinitat amb un dels exemplars per al mencionat treball. A part d'algunes diferències a la forma bàsica, l'escultura es pot posar en relació directa amb els altres sis putti de la font baptismal, tres de Giovanni di Turino, el dansaire, el jugador amb la pilota i un altre perdut i tres de Donatello, dos dels quals segueixen al lloc, el dansaire i el tocador de trompeta. El tercer putti de Donatello és probablement un tocador de pandereta, avui a Berlín. Segurament es va mantenir molt de temps al taller del mestre, fins, que potser mitjançant Bertoldo di Giovanni, va arribar a les col·leccions dels Mèdici, on es va registrar documentalment, passant després als grans ducs i finalment a l'Estat.

## Descripció
L'amoret dansaire està resolt amb un moviment solt i amb un plomatge de les ales similar a altres realitzats per l'escultor, amb una carn tova i moviment típic dels altres querubins donatelians. La peanya realitzada en forma de vieira és afí als altres amorets de la pica baptismal. La falta d'acabament al cap fa pensar en la situació d'abandonament de projecte de l'obra.